# Надеждино (Владимирская область)
Наде́ждино — деревня в Селивановском районе Владимирской области России, входит в состав Чертковского сельского поселения.

## География
Деревня расположена на берегу реки Тетрух в 11 км на северо-запад от центра поселения деревни Чертково и в 17 км на северо-восток от райцентра — Красной Горбатки.

## История
В конце XIX — начале XX века деревня входила в состав Больше-Григоровской волости Судогодского уезда, с 1926 года — в составе Дубровской волости Муромского уезда. В 1859 году в деревне числилось 12 дворов, в 1905 году — 35 дворов, в 1926 году — 51 двор.
С 1929 года деревня входила в состав Головинского сельсовета Селивановского района, с 1940 года — в составе Черновского сельсовета, с 1954 года — административный центр Надеждинского сельсовета, с 2005 года — в составе Чертковского сельского поселения.

## Население
| 1859 | 1905 | 1926 | 2002 | 2010 | 2021 |
| ---- | ---- | ---- | ---- | ---- | ---- |
| 122  | ↗227 | ↗297 | ↘239 | ↘165 | ↘149 |

## Инфраструктура
В деревне расположены сельский дом культуры, фельдшерско-акушерский пункт, отделение федеральной почтовой связи. До 2012 года в деревне действовала начальная общеобразовательная школа.

## Известные уроженцы
- Волков, Александр Петрович (1934—2014) — советский и российский военачальник, генерал-полковник, первый заместитель Главнокомандующего РВСН.